# Pusiola theresia
Pusiola theresia là một loài bướm đêm thuộc phân họ Arctiinae, họ Erebidae.